# Barra Bonita (São Paulo)
Pour les articles homonymes, voir Barra Bonita.
Barra Bonita est une municipalité brésilienne de l'État de São Paulo et la Microrégion de Jaú.

## Démographie
| Évolution de la population (municipalité) | Évolution de la population (municipalité) | Évolution de la population (municipalité) | Évolution de la population (municipalité) |
| Année                                     | Population                                |                                           | %±                                        |
| ----------------------------------------- | ----------------------------------------- | ----------------------------------------- | ----------------------------------------- |
| 1920                                      | 9 315                                     |                                           |                                           |
| 1940                                      | 13 548                                    |                                           | 45,4%                                     |
| 1950                                      | 11 168                                    |                                           | −17,6%                                    |
| 1960                                      | 14 558                                    |                                           | 30,4%                                     |
| 1970                                      | 17 328                                    |                                           | 19,0%                                     |
| 1980                                      | 22 594                                    |                                           | 30,4%                                     |
| 1991                                      | 30 841                                    |                                           | 36,5%                                     |
| 2000                                      | 35 487                                    |                                           | 15,1%                                     |
| 2010                                      | 35 246                                    |                                           | −0,7%                                     |
| 2022                                      | 34 346                                    |                                           | −2,6%                                     |
| ,                                         |                                           |                                           |                                           |